# Amrita Bazar Patrika
Amrita Bazar Patrika war die erste indische Zeitschrift. Die erste Ausgabe erschien am 20. Februar 1868, damals noch unter dem Namen Patrika als Wochenschrift.
Die Zeitschrift wurde erstmals redigiert, gedruckt und herausgegeben in Palua Magura, einem kleinen Ort im Distrikt Jessore, der heute zu Bangladesch gehört. Erst nachdem der älteste der drei Ghosh-Brüder, Basanta Kumar, erfolgreich seine Zweiwochen-Schrift Amrita Pabahini gestartet und nach dem Namen „Amritamayee“, der Mutter der Brüder, genannt hatte, wurde der Name des kleinen Ortes in Amrita Bazar umbenannt. Das Journal, das auf einer von Shishir Kumar in Kolkata gekauften Holzpresse des Typs Balein gedruckt wurde, beschäftigte sich vorwiegend mit literarischen, technischen und landwirtschaftlichen Problemen. Als Basanta Kumar 1867 starb, stellte auch Amrita Prabahini ihr Erscheinen ein.
Zu jener Zeit arbeiteten Shishir Kumar und sein Bruder Hemanta Kumar als Steuerschätzer der Regierung. Beide entschlossen sich trotz ihrer für damalige Verhältnisse guten Stellung, diese Arbeit aufzugeben, um eine Wochenschrift in Bengali herauszugeben. Rund ein Jahr erschien die Zeitung in Bengali, herausgegeben in Amrita Bazar (vom 20. Februar 1868 bis 29. Februar 1869). Dann begann man erstmals auch auf Englisch zu schreiben. Die letzte in Amrita Bazar gedruckte Ausgabe der Patrika erschien am 4. Oktober 1871. Die erste in Kolkata gedruckte Ausgabe der Patrika kam am 21. Dezember 1871 heraus. Am 19. November 1875 erschien eine Überland-Ausgabe auf Englisch, die sich an nichtbengalische Leser und englischsprechende Inder wandte. Bis zum 14. März 1878 blieb die Patrika zweisprachig. Die folgende Ausgabe vom 21. März erschien ausschließlich auf Englisch. Damit hatten sich Herausgeber und Redaktion eng an die Bestimmungen des vom damaligen Gesetzgeber verabschiedeten Vernacular Press Act gehalten, ein Gesetz, mit dem man gehofft hatte, die nationalistischen Zeitungen durch Zensur leichter kontrollieren zu können. Mit Wirkung vom 19. Februar 1891 erschien Amrita Bazar Patrika endgültig als englischsprachige Tageszeitung.
Von 1928 bis zu seinem Tod im Jahr 1994 war Tushar Kanti Ghosh Herausgeber der Amrita Bazar Patrika. Mittlerweile wurde das Erscheinen der Zeitung eingestellt.